# Mammillaria carnea
Espèce
Statut de conservation UICN

 LC  : Préoccupation mineure
Statut CITES
Mammillaria carnea est une espèce de cactus du genre Mammillaria endémique du Mexique dans les États de Guerrero, Puebla et d'Oaxaca.

## Description

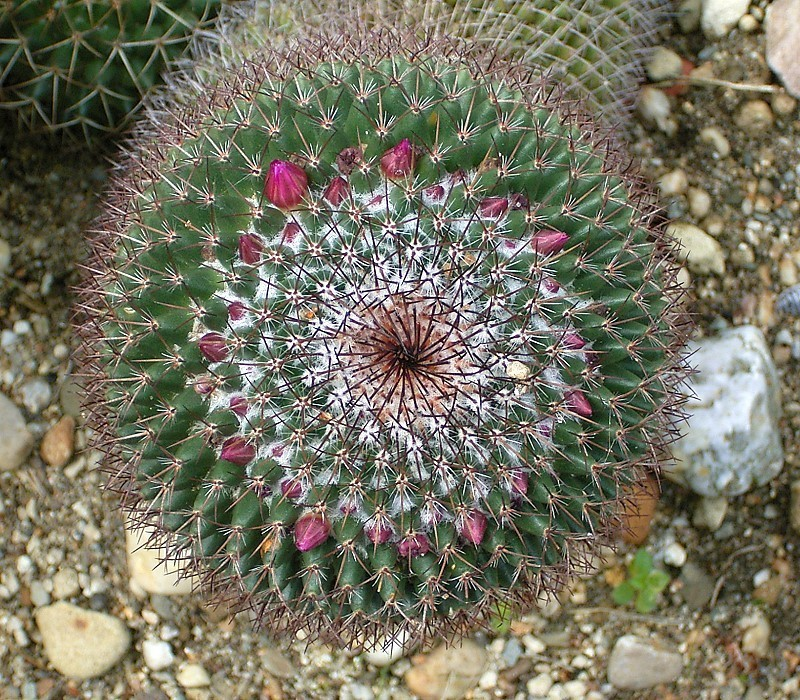
Mammillaria carnea en fleurs

Ce cactus vivace charnu et globuleux croît en solitaire. Sphérique ou cylindrique, il peut atteindre vingt centimètres de hauteur environ et de huit à douze centimètres de diamètre. Ses aréoles forment des pyramides solides. Ses quatre épines centrales sont roses ou rose-brun avec une pointe noire. Elles sont rigides, droites ou courbes.
Ses fleurs sont rose clair et mesurent de 1,5 à 2 cm de longueur et de 1,2 à 1,5 cm de diamètre. Ses fruits rouges contiennent des graines brunes.
Il a été décrit dans l'ouvrage de Pfeiffer Enumeratio Diagnostica Cactearum, publié en 1837.

## Habitat
Il pousse dans les zones désertiques arides.

## Synonymes
Mammillaria villifera var. carneae (Zucc. ex Pfeiff.) Salm-Dyck (1850), Neomammillaria carnea (Zucc. ex Pfeiff.) Britton & Rose (1923), Mammillaria aeruginosa Scheidw. (1840), Mammillaria villifera var. aeruginosa (Scheidw.) Salm-Dyck (1850), Mammillaria carnea var. aeruginosa (Scheidw.) Gürke (1905), Mammillaria subtetragona A.Dietr. (1840), Mammillaria carnea var. subtetragona (A.Dietr.) Backeb. (1961), Mammillaria pallescens Scheidw. (1841), Mammillaria villifera var. cirrosa Salm-Dyck (1850), Mammillaria carnea var. cirrosa (Salm-Dyck) Gürke (1905) et Mammillaria carnea var. robustispina R.T.Craig (1945).